# 고촌파출소
고촌파출소(高村派出所)는 경기도 김포시 고촌읍 신곡리 1250번지에 위치한 파출소이다.

## 고촌파출소에서 등장하는 등장인물
- 아오야마 나나미
- 하루사키 치와
- 히나타 유카리